# Nestor Serrano
Nestor Serrano (El Bronx, Nueva York; 5 de noviembre de 1955) es un actor de cine y televisión estadounidense.

## Biografía
Serrano es de ascendencia puertorriqueña.
El 26 de mayo de 2002 se casó con la actriz Debbie Ross, y la pareja tiene dos hijos, Spike Serrano y Amelia Serrano.

## Carrera
A menudo interpreta a figuras de autoridad en ambos lados de la ley.
En 1989 apareció en la película Lethal Weapon 2 donde dio vida al detective Eddie Estaban, un oficial de la policía de Los Ángeles que trabaja en el caso "Krugerrand".
Ese mismo año se unió al elenco principal de la serie policíaca True Blue donde interpretó al oficial Geno Toffenelli hasta el final de la serie en 1990.
En septiembre de 1992 se unió al elenco de la serie The Hat Squad donde interpretó a Rafael Ragland, un oficial de elite miembro del grupo "The Hat Squad", hasta el final de la serie en enero de 1993.
En 1996 se unió al elenco principal de la serie Moloney donde interpretó al teniente Matty Navarro, hasta el final en 1997.
En 1999 apareció como invitado en la exitosa y popular serie de ciencia ficción The X-Files donde interpretó al cirujano psíquico Ken Naciamento durante el episodio "Milagro".
En el 2000 apreció como invitado en el episodio "Asunder" de la popular serie Law & Order: Special Victims Unit donde interpretó al sargento de la policía Lloyd Andrews. Más tarde apareció nuevamente en la serie interpretando a Franco Marquez durante el episodio "Obscene" en el 2004.
Ese mismo año apareció como el capitán Berroa, a bordo del "USS Stanley Dace" en la exitosa serie JAG.
En junio del 2001 se unió al elenco principal de la serie Witchblade donde interpretó al capitán Bruno Dante, hasta el final de la serie en agosto del 2002.
En el 2004 apareció en la película The Day After Tomorrow donde dio vida a Tom Gómez, un miembro del equipo del Vicepresidente de los Estados Unidos Raymond Becker (Kenneth Welsh).
En el 2005 se unió al elenco recurrente de la cuarta temporada de la exitosa y aclamada serie estadounidense 24 donde interpretó al terrorista islámico Navi Araz y esposo de la terrorista Dina Araz (Shohreh Aghdashloo). Navi es asesinado de un tiro en la espalda por su hijo Behrooz (Jonathan Ahdout) después de que Jack Bauer (Kiefer Sutherland) lo atrapara.
Ese mismo año apareció en las populares series CSI: Crime Scene Investigation donde dio vida al detective Nestor Ortega y en Alias donde interpretó a Thomas Raimes, un agente de la CIA encubierto en la organización de Milos Kradic.
En el 2008 apareció como invitado en la serie Boston Legal, donde interpretó al fiscal general adjunto Ronald Lazarus.
Ese mismo año dio vida al subprocurador Juan Delgado en el episodio "Tango" de la exitosa serie Law & Order; anteriormente había aparecido por primera vez en la serie en el 2001 donde interprtó a Alec Conroy en el episodio "Ego". Apareció además en la serie Fringe donde interpretó al coronel Henry Jacobson, un exoficial USMC y amigo de Olivia Dunham; Henry es asesinado por el criminal John Mosley.
En el 2009 interpretó al detective Alec Shores en el episodio "Conjugal" de la serie The Good Wife.
Ese mismo año apareció como invitado en la serie Cold Case donde interpretó a Jaime Reyes, el agente del jugador de béisbol asesinado Gonzalo Luque (Shalim Ortiz).
En el 2010 se unió al elenco recurrente de la tercera temporada de la serie 90210 donde interpretó al gerente musical Victor Luna, el tío de Javier Luna (Diego González Boneta) y mánager de Adrianna Tate-Duncan, hasta el 2011.
Ese mismo año apareció en un episodio de la serie Ugly Betty donde interpretó a Anthony Talercio, el padre de Anthony "Bobby" Talercio (Adam Rodríguez).
En el 2011 apareció como invitado en la serie policíaca Blue Bloods donde interpretó al capitán Derek Elwood, un oficial de asuntos internos durante el episodio "Friendly Fire", papel que interpretó nuevamente en el 2013 en el episodio "Framed".
Ese mismo año interpretó al teniente coronel Tony Trujillo, quien supervisa el regreso de Nick Brody a los Estados Unidos en la serie Homeland.
En el 2012 dio vida al capo de la droga Hector Estrada en la serie Dexter. Hector muere luego de ser acuchillado en el pecho por Dexter Morgan.
En el 2013 apareció como invitado en la serie Chicago Fire donde interpretó a Rick Esposito. Ese mismo año interpretó a "El Condor", el líder de la organización criminal "NLM" en la serie Hawaii Five-0 durante un episodio de la cuarta temporada.
También se unió al drama The Ordined donde interpretó a Hector Nuñez, un expolítico.
Interpretó a Gregory Volkov, un experto criminal internacional ruso y un agente de la KGB en el episodio "Hunt" de la serie Castle.
En el 2014 apareció en el comercial para la televisión de "Public Service Announcement (PSA)" titulado A New War, junto a Dean Norris, Wendy Davis, Quinton Aaron, Jason George y Linda Cardellini para Wounded Warrior Project y joinwwp.org. Ese mismo año interpretó a Carlos Solano Sr., el líder del cartel Solano y padre de Carlito y Lucía Solano, durante la segunda temporada de la serie Graceland.
También dio vida al oficial de la policía Edward Alvarez, un viejo amigo de Victoria Grayson y mentor del oficial Ben Hunter que es asesinado por Malcolm Black luego de acuchillarlo en la cuarta temporada de la serie Revenge. E interpretó al supervisor Jeremy Marlens, un agente de la Seguridad Nacional y exjefe de la agente Eleanor Bishop en un episodio de la undécima temporada de la serie NCIS.
En el 2015 se unió al documental educativo Unity, el cual explora la transformación de la humanidad. 
En el 2016 apareció como personaje recurrente en la cuarta temporada de la serie Banshee, donde interpretó a Emilio Loera, un miembro de alto rango de un cartel colombiano.
Ese mismo año se unió al elenco recurrente de la tercera temporada de la serie The Last Ship, donde interpretó a Alex Rivera, el Secretario de Asuntos Exteriores de los Estados Unidos del presidente Jeffrey "Jeff" Michener (Mark Moses), hasta el noveno episodio después de que su personaje fuera asesinado a tiros por órdenes de Allison Shaw (Elisabeth Röhm), la corrupta Jefa de Gabinete del presidente.

## Filmografía

### Televisión
| Año         | Título                            | Personaje                    | Notas                                        |
| ----------- | --------------------------------- | ---------------------------- | -------------------------------------------- |
| 2016        | A.P.B.                            | Mayor Michael Campos         | Episodio # 1.1                               |
| 2016        | The Last Ship                     | Alex Rivera                  | 9 episodios                                  |
| 2016        | Banshee                           | Emilio Loera                 | 2 episodios                                  |
| 2016        | Bosch                             | Det. Frank Silva             | 2 episodios                                  |
| 2014 - 2015 | Revenge                           | Edward Alvarez               | 5 episodios                                  |
| 2014        | Graceland                         | Carlos Solano, Sr.           | 4 episodios                                  |
| 2014        | NCIS                              | Jeremy Marlens               | Episodio: "Monsters and Men"                 |
| 2013        | Hawaii Five-0                     | "El Condor"                  | Episodio: "Aloha Ke Kahi I Ke Kahi"          |
| 2013        | Sleepy Hollow                     | Técnico de polígrafo         | Episodio: "Pilot"                            |
| 2013        | Chicago Fire                      | Rick Esposito                | Episodio: "A Hell of a Ride"                 |
| 2013        | Revolution                        | Joseph Deckert               | Episodio: "Ghosts"                           |
| 2013        | The Following                     | Guardián Gene Montero        | Episodio: "Let Me Go"                        |
| 2013        | Castle                            | Gregory Volkov               | Episodio: "Hunt"                             |
| 2011, 2013  | Blue Bloods                       | Capt. Derek Elwood           | 2 episodios                                  |
| 2012        | Dexter                            | Hector Estrada               | 2 episodios                                  |
| 2012        | Covert Affairs                    | Hector Serrano               | Episodio: "Loving the Alien"                 |
| 2012        | The Finder                        | Xavier Obispo                | Episodio: "Voodoo Undo"                      |
| 2011        | Homeland                          | Teniente Mayor Tony Trujillo | Episodio: "Pilot"                            |
| 2011        | Chase                             | Zolo                         | Episodio: "Narco: Part 2"                    |
| 2010 - 2011 | 90210                             | Victor Luna                  | 7 episodios                                  |
| 2010        | The Mentalist                     | Garth Drucker                | Episodio: "Red Hot"                          |
| 2010        | Burn Notice                       | Tony Caro                    | Episodio: "Made Man"                         |
| 2010        | Ugly Betty                        | Anthony Talercio             | Episodio: "Fire and Nice"                    |
| 2009        | The Good Wife                     | Det. Alec Shores             | Episodio: "Conjugal"                         |
| 2009        | Law & Order: Criminal Intent      | Stanislav "Stash" Bardum     | Episodio: "Alpha Dog"                        |
| 2009        | Cold Case                         | Jaime Reyes                  | Episodio: "Stealing Home"                    |
| 2009        | Medium                            | Hector Alvarez               | Episodio: "...About Last Night"              |
| 2008        | Army Wives                        | General Rutledge             | Episodio: "Last Minute Changes"              |
| 2008        | Fringe                            | Henry Jacobson               | Episodio: "The Arrival"                      |
| 2008        | Shark                             | Duke Ballantine              | Episodio: "Leaving Las Vegas"                |
| 2008        | Boston Legal                      | D.A.G. Ronald Lazarus        | Episodio: "The Court Supreme"                |
| 2008        | New Amsterdam                     | Eddie Marquez                | Episodio: "Legacy"                           |
| 2008        | Law & Order                       | D.A. Juan Delgado            | Episodio: "Tango"                            |
| 2007        | Damages                           | John Petroni                 | Episodio: "And My Paralyzing Fear of Death"  |
| 2007        | The Bronx Is Burning              | Detective Kavanaugh          | Episodio: "The Seven Commandments"           |
| 2006        | Malcolm in the Middle             | Fiscal                       | Episodio: "Cattle Court"                     |
| 2006        | Criminal Minds                    | Detective Hanover            | Episodio: "Poison"                           |
| 2005        | CSI: Crime Scene Investigation    | Det. Nestor Ortega           | 2 episodios                                  |
| 2005        | Law & Order: Trial by Jury        | Pedro                        | Episodio: "Boys Will Be Boys"                |
| 2005        | Alias                             | Thomas Raimes                | Episodio: "A Clean Conscience"               |
| 2005        | LAX                               | Mayor Hortense               | 3 episodios                                  |
| 2005        | 24                                | Navi Araz                    | 10 episodios                                 |
| 2004        | Threat Matrix                     | Martin Cabrera               | Episodio: "19 Seconds"                       |
| 2003        | CSI: Miami                        | Edward Hinkle / Frank        | Episodio: "Double Cap"                       |
| 2001 - 2002 | Witchblade                        | Capt. Bruno Dante            | 10 episodios                                 |
| 2002        | ER                                | David Torres                 | Episodio: "Lockdown"                         |
| 2002        | UC: Undercover                    | Coronel Rodríguez            | Episodio: "Hunting Armando"                  |
| 2000        | Law & Order: Special Victims Unit | Sargento Lloyd Andrews       | Episodio: "Asunder"                          |
| 2000        | JAG                               | Capitán Berroa               | Episodio: "Florida Straits"                  |
| 1999        | Profiler                          | Capt. Miguel Villalobos      | Episodio: "Las Brisas"                       |
| 1999        | The X-Files                       | Ken Naciamento               | Episodio: "Milagro"                          |
| 1998        | Early Edition                     | D.A. Vincent Corbell         | Episodio: "In Gary We Trust"                 |
| 1998        | Promised Land                     | Detective Pena               | Episodio: "Anywhere But Here"                |
| 1997        | Dellaventura                      | Det. Louis Arillo            | Episodio: "Joe Fallon's Daughter"            |
| 1996 - 1997 | Moloney                           | Teniente Matty Navarro       | 5 episodios                                  |
| 1995        | Courthouse                        | Detective Hernández          | Episodio: "Pilot"                            |
| 1994        | New York Undercover               | Tito                         | Episodio: "The Friendly Neighborhood Dealer" |
| 1994        | Rebel Highway                     | Benito Borcelino             | Episodio: "Girls in Prison"                  |
| 1994        | Lifestories: Families in Crisis   | Maestro                      | Episodio: "Power: The Eddie Matos Story"     |
| 1992 - 1993 | The Hat Squad                     | Rafael Ragland               | 7 episodios                                  |
| 1991        | The Commish                       | Pete Cody                    | Episodio: "The Hatchet"                      |
| 1991        | Love, Lies and Murder             | Gonzalez                     | 2 episodios                                  |
| 1989 - 1990 | True Blue                         | Geno Toffenelli              | 12 episodios                                 |
| 1988        | Something Is Out There            | Tedd Quinn                   | Episodio: "Night of the Visitors"            |
| 1988        | Sonny Spoon                       | Gus "Chili" Vilas            | Episodio: "Cheap & Chili"                    |
| 1988        | St. Elsewhere                     | -                            | Episodio: "The Last One"                     |
| 1988        | Crime Story                       | Mensajero                    | Episodio: "Pauli Taglia's Dream"             |
| 1988        | Hunter                            | Jessie Cruz                  | 2 episodios                                  |
| 1987        | Wiseguy                           | Kiki Vanno                   | Episodio: "The Birthday Surprise"            |
| 1986        | The Equalizer                     | Barry                        | Episodio: "Tip on a Sure Thing"              |

### Cine
| Año  | Título                              | Personaje          | Notas                                                                                                 |
| ---- | ----------------------------------- | ------------------ | --- |
| 2015 | Ana Maria in Novela Land            | Steffen            | Junto a Edy Ganem, Michael Steger, Juan Pablo Gamboa, Sosie Bacon y Mercedes Mason                    |
| 2014 | Sniper: Legacy                      | Steffen            | Junto a Chad Michael Collins, Tom Berenger, Dominic Mafham, Mercedes Mason y Dennis Haysbert          |
| 2014 | Captain America: The Winter Soldier | General            | Junto a Chris Evans, Samuel L. Jackson, Scarlett Johansson, Sebastian Stan y Anthony Mackie           |
| 2012 | Act of Valor                        | Walter Ross        | Junto a Roselyn Sánchez, Jason Cottle, Alex Veadov y Emilio Rivera                                    |
| 2010 | Secretariat                         | Pancho Martin      | Junto a Diane Lane, John Malkovich, Scott Glenn, Dylan Walsh y Kevin Connolly                         |
| 2008 | Definitely, Maybe                   | Arthur Robredo     | Junto a Ryan Reynolds, Abigail Breslin, Elizabeth Banks, Isla Fisher y Rachel Weisz                   |
| 2004 | The Day After Tomorrow              | Tom Gomez          | Junto a Dennis Quaid, Jake Gyllenhaal, Emmy Rossum, Sela Ward, Austin Nichols y Ian Holm              |
| 2002 | City by the Sea                     | Rossi              | Junto a Robert De Niro, Frances McDormand, James Franco, William Forsythe, Patti LuPone y Anson Mount |
| 2002 | Showtime                            | Detective Ray      | Junto a Robert De Niro, Eddie Murphy, Rene Russo, William Shatner, Drena De Niro y Pedro Damián       |
| 2000 | Ready to Run                        | Hector Machado     | Junto a Krissy Perez, Jason Dohring, Theresa Saldana, Sinbad, Paul Rodriguez y Cristian Guerrero      |
| 1996 | Daylight                            | Weller             | Junto a Sylvester Stallone, Amy Brenneman, Viggo Mortensen, Dan Hedaya y Jay O. Sanders               |
| 1995 | The Indian in the Cupboard          | Profesor           | Junto a Hal Scardino, Lindsay Crouse, Richard Jenkins, Steve Coogan y David Keith                     |
| 1995 | Bad Boys                            | Detective Sanchez  | Junto a Will Smith, Martin Lawrence, Michael Taliferro, Emmanuel Xuereb y Tchéky Karyo                |
| 1989 | Lethal Weapon 2                     | Det. Eddie Estaban | Junto a Mel Gibson, Danny Glover, Joe Pesci, Joss Ackland, Derrick O'Connor y Patsy Kensit            |

### Documentales
| Año  | Título | Notas |
| ---- | ------ | --- |
| 2015 | Unity  | Junto a Ben Kingsley, Edward James Olmos, Ellen DeGeneres, Adam Levine, Jessica Chastain y Tom Hiddleston |

### Videojuegos
| Año  | Título  | Personaje (es) | Notas                           |
| ---- | ------- | -------------- | ------------------------------- |
| 2003 | Manhunt | Hoods          | Prestó su voz para el personaje |

### Teatro
| Año  | Obra                  | Personaje (es) | Director             | Teatro           | Notas                                                                          |
| ---- | --------------------- | -------------- | -------------------- | ---------------- | ------------------------------------------------------------------------------ |
| 1995 | The Boys of Winter    | Bonney / Sarge | Michael Lindsay-Hogg | Biltmore Theatre | Junto a Matt Dillon, Andrew McCarthy, Wendell Pierce, Tony Plana y Ving Rhames |
| 1995 | The Tempest           | -              | -                    | -                | -                                                                              |
| 1986 | Cuba & His Teddy Bear | Redlights      | Bil Hart             | Longacre Theatre | Junto a Robert De Niro, Ralph Macchio, Burt Young y Michael Carmine            |